# AFC-OFC Challenge Cup
L'AFC-OFC Challenge Cup è stato un torneo calcistico, creato come successore dell'Afro-Asian Cup of Nations. È stata una manifestazione biennale, con l'Oceania rappresentata dai vincitori della Coppa delle nazioni oceaniane e l'Asia alternativamente dai vincitori della Coppa d'Asia e dei Giochi asiatici.

## Squadre partecipanti

### Edizione 2001
- Giappone - Campione della Coppa d'Asia 2000
- Australia - Campione della Coppa delle nazioni oceaniane 2000

### Edizione 2003
- Iran - Campione ai XIV Giochi asiatici
- Nuova Zelanda - Campione della Coppa delle nazioni oceaniane 2002

## Risultati
| Arbitro: | Zhang Jianjun Cina |

|                                                |           |  |
| Yanagisawa 19’ Hattori 53’ Nakayama 65’ (pen.) | Marcatori |  |

L'incontro è stato originariamente pianificato come doppia sfida da disputarsi il 28 marzo ad Auckland e il 4 aprile a Teheran, ma poi ha subito un rinvio a causa della Guerra in Iraq.
| Arbitro: | Kousa Mohammed Siria |

|                           |           |  |
| Karimi 24’, 37’ Kaebi 67’ | Marcatori |  |

## Albo d'oro
| N° | Anno | Squadra  | Confederazione |
| -- | ---- | -------- | -------------- |
| 1  | 2001 | Giappone | AFC            |
| 2  | 2003 | Iran     | AFC            |